# Högsta sovjet
Högsta sovjet (ryska: Верховный Совет, Verchovnyj Sovet, egentligen "högsta rådet") var namnet på parlamentet i sovjetrepublikerna i Sovjetunionen. De var alla modellerade utifrån Rysslands högsta sovjet och underställda Sovjetunionens högsta sovjet.
Högsta sovjet var från början namnet på parlamentet i Sovjetunionen. Det var det närmaste ett parlament som fanns i Sovjetunionen. Den som var ordförande i Högsta sovjets presidium var samtidigt Sovjetunionens statschef.
För närvarande används namnet bara för Transnistriens parlament, Transnistriens högsta sovjet.